# Oldsmobile Cutlass Ciera
La Cutlass Ciera è un'autovettura mid-size prodotta dalla Oldsmobile dal 1982 al 1996 in due serie. In totale vennero costruiti 2.910.000 esemplari. La versione familiare, in vendita dal 1984, fu conosciuta come Cutlass Cruiser. Nell'ultimo anno di commercializzazione tutte le versioni del modello furono denominate semplicemente Ciera.

## Il contesto
Il marchio Oldsmobile apparteneva al gruppo General Motors, e quindi le vetture di tale marca avevano molte caratteristiche in comune con le automobili prodotte dalle altre Case automobilistiche del gruppo. In particolare, la Cutlass Ciera condivideva il pianale A a trazione anteriore della General Motors con la Buick Century, la Pontiac 6000 e la Chevrolet Celebrity. Sia la Oldsmobile che la Chevrolet utilizzarono il nome “Celebrity” per le loro vetture, con la prima che lo applicò, come livello di allestimento, a diversi modelli.
La Cutlass Ciera era disponibile in tre versioni, due porte coupé, quattro porte berlina e quattro porte familiare. Quest'ultima era conosciuta come Cutlass Cruiser. La Cutlass Ciera condivideva il nome Cutlass con la piccola Cutlass Calais e la più grande Cutlass Supreme. Del modello vennero anche commercializzate le versioni GT e Holiday Coupé.
Erano disponibili due tipi di trasmissioni automatiche, una a tre ed un'altra a quattro rapporti. Il motore era installato anteriormente.
La Cutlass Ciera sostituì la quinta serie della Cutlass e fu rimpiazzata dalla sesta serie del modello appena citato.

## La prima serie
La produzione iniziò il 28 settembre 1981 negli stabilimenti General Motors di Doraville, in Georgia, Stati Uniti d'America; la commercializzazione iniziò però l'anno successivo. Nel 1984 esordì la Cutlass Cruiser, nome dato alla Cutlass Ciera versione familiare.
La Cutlass Ciera fu offerta in due livelli di allestimento, base e Brougham. L'allestimento base comprendeva un motore a quattro cilindri da 2,5 L di cilindrata, un divanetto per i passeggeri posteriori e gli interni in tessuto. L'allestimento Brougham invece includeva dei propulsori V6 da 2,8 L o 3,8 L (quest'ultimo utilizzato anche su modelli Buick), oppure un motore Diesel V6 da 4,3 L; le Cutlass Ciera Brougham possedevano inoltre degli interni più lussuosi con inserti in vinile, braccioli in pelle installati sui pannelli delle porte ed alzacristalli elettrici.
Nel 1985 la Cutlass Ciera fu oggetto di un restyling, che portò all'installazione di una nuova calandra, di fari anteriori più lisci e di nuovi fanali posteriori. Nel 1986 la calandra fu dotata di sezioni di ventilazione più grandi e le coupé furono provviste di un tettuccio più arrotondato che non condividevano con nessun altro modello montato sul pianale A della General Motors. Nel 1987 la Cutlass Ciera fu di nuovo oggetto di un restyling, con la rivisitazione della calandra, il ritiro dal mercato del motore V6 da 2,8 L e lo spostamento, da una collocazione laterale destra al centro, del logo Oldsmobile posizionato sul volante. Nel 1988 alla Cutlass Ciera furono installati dei fari anteriori compositi e venne introdotta la nuova versione International Series, con il contemporaneo ritiro dell'allestimento Brougham.
La International Series includeva un emblema formato da bandiere di varie nazioni sotto la scritta “Cutlass Ciera”. Era solo disponibile in versione berlina o coupé, ed era equipaggiata con il motore V6 Buick da 3,8 L di cilindrata, una trasmissione automatica a quattro rapporti, un doppio sistema di scarico e gli alzacristalli elettrici.
Dal 1983 al 1986 furono costruiti 814 esemplari di Cutlass Ciera cabriolet da Hess & Eisenhardt.

### Motori
| Anni      | Motore                                      | Potenza | Coppia  |
| --------- | ------------------------------------------- | ------- | ------- |
| 1982–1986 | Tech IV da 2,5 L; quattro cilindri in linea | 92 CV   | 183 N•m |
| 1987–1988 | Tech IV da 2,5 L; quattro cilindri in linea | 98 CV   | 183 N•m |
| 1982–1986 | LE2 da 2,8 L; V6                            | 112 CV  | 180 N•m |
| 1982–1985 | Buick da 3,0 L; V6                          |         |         |
| 1982–1985 | Oldsmobile Diesel da 4,3 L; V6              | 85 CV   | 224 N•m |
| 1984–1985 | Buick da 3,8 L; V6                          | 125 CV  | 264 N•m |
| 1986–1988 | Buick da 3,8 L; V6                          | 150 CV  | 270 N•m |

### Allestimenti
- Base: 1982–1988
- Brougham: 1982–1988
- International Series: 1988

## La seconda serie
La Cutlass Ciera fu aggiornata nel 1989, con la berlina che ricevette un nuovo tettuccio dalla linea più moderna. Sia le coupé che le berline ebbero una nuova coda ridisegnata, con i fari posteriori degli esemplari prodotti nel 1989 e nel 1990 che furono personalizzati con il logo della Oldsmobile collocato in posizione centrale. Successivamente, i modelli costruiti dal 1991 al 1996 ebbero nuovi fari posteriori a tre segmenti. Dal 1990 le cinture di sicurezza anteriori non vennero più ancorate al montante centrale ma alle porte.
Nel 1992 la coupé e la International Series furono tolte dal listino; nonostante questo, la Cutlass Ciera fu il modello Oldsmobile più venduto nel 1992, con 140.000 esemplari. Nel 1993 il motore Tech IV da 2,5 L di cilindrata fu rimpiazzato da un propulsore a valvole in testa da 2,2 L. Nello stesso anno le ruote a raggi furono sostituite da ruote in acciaio. Nel 1994 l'airbag lato guida diventò di serie.
Nel 1996, ultimo anno di produzione, furono tolti i nomi Cutlass e Cruiser dalla denominazione della vettura. Il modello, sia nella versione berlina che in quella familiare, fu quindi commercializzato come “Oldsmobile Ciera”. La produzione della Ciera terminò il 30 agosto 1996. Fu sostituita dalla sesta serie della Cutlass, che si basava sul pianale N della General Motors.

### Motori
| Anno      | Motore                                      | Potenza  | Coppia  |
| --------- | ------------------------------------------- | -------- | ------- |
| 1989–1992 | Tech IV da 2,5 L; quattro cilindri in linea | 110 CV\| | 183 N•m |
| 1989      | LB6 da 2,8 L; V6                            | 125 CV   | 203 N•m |
| 1989–1993 | Buick da 3,3 L; V6                          | 160 CV   | 251 N•m |
| 1990–1996 | L82 da 3,1 L; V6                            | 160 CV   | 251 N•m |
| 1993      | 2200 da 2,2 L; quattro cilindri in linea    | 110 CV   | 176 N•m |
| 1994–1996 | 2200 da 2,2 L; quattro cilindri in linea    | 120 CV   | 190 N•m |

### Allestimenti
I livelli di allestimento per la Cutlass Ciera e la Ciera commercializzati dal 1989 al 1996 sono elencati qui sotto in ordine di prezzo:
- Berlina (1989–1996)
  - base: 1989–1991
  - S: 1990–1994
  - SL: 1989–1996
  - International Series: 1989–1990
- Coupé (1989–1991)
  - base: 1989
  - S: 1990–1991
  - SL: 1989
  - International Series: 1989–1990
- Cruiser Wagon (1989–1996)
  - base: 1989
  - S: 1990–1994
  - SL: 1989–1996

## Galleria d'immagini

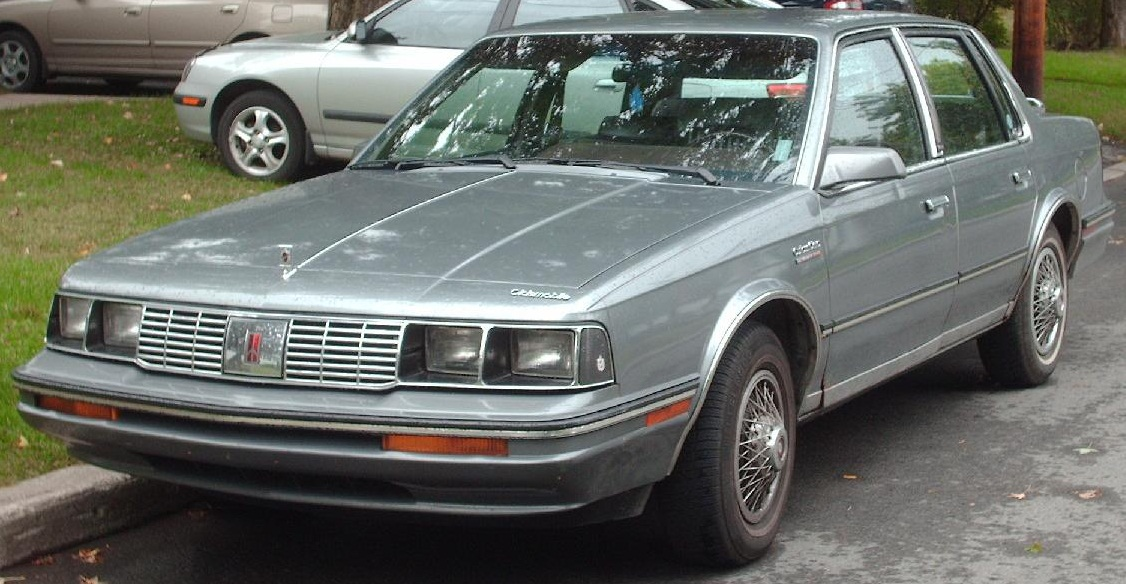
Una Oldsmobile Cutlass Ciera del 1986 berlina
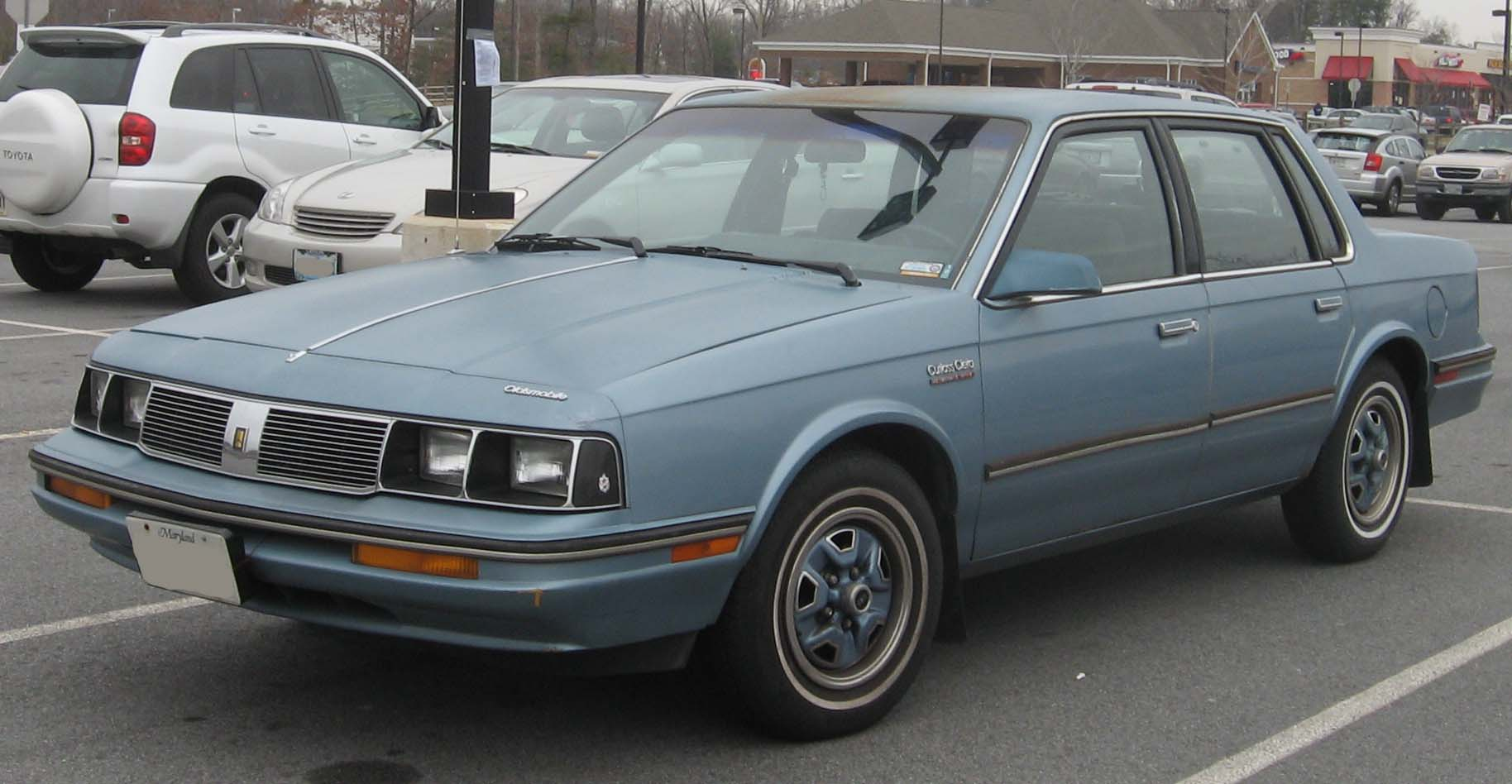
Una Oldsmobile Cutlass Ciera berlina del 1987
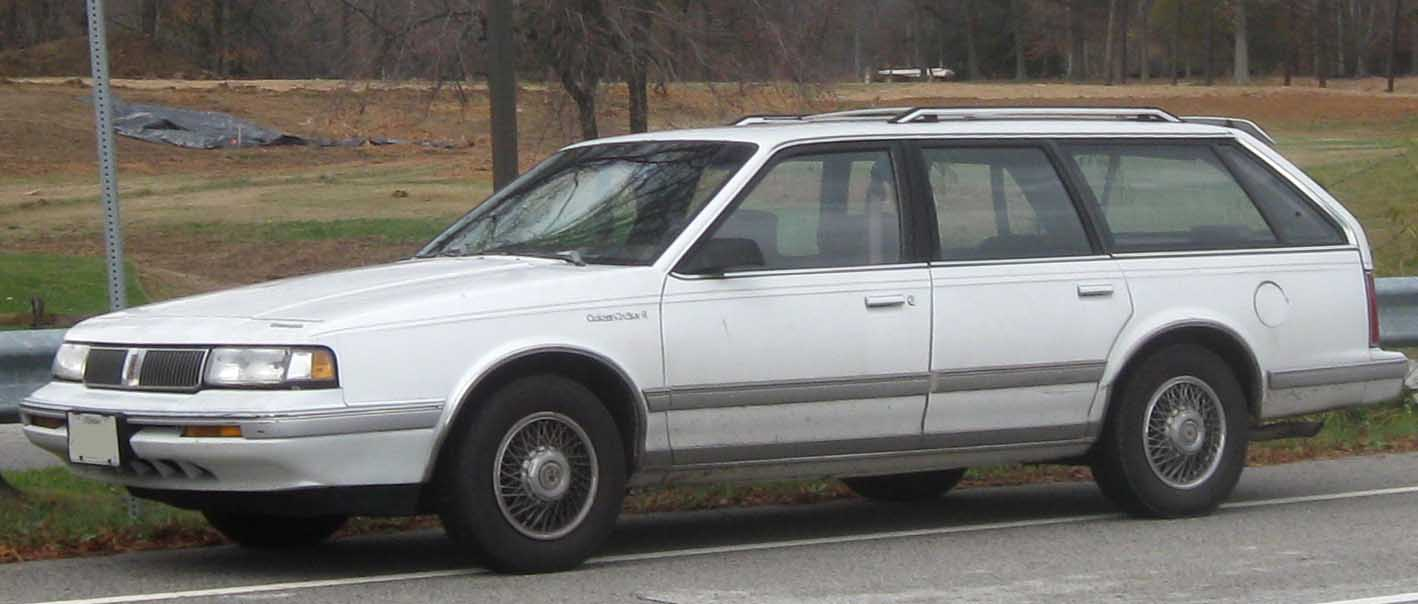
Una Oldsmobile Cutlass Cruiser familiare seconda serie
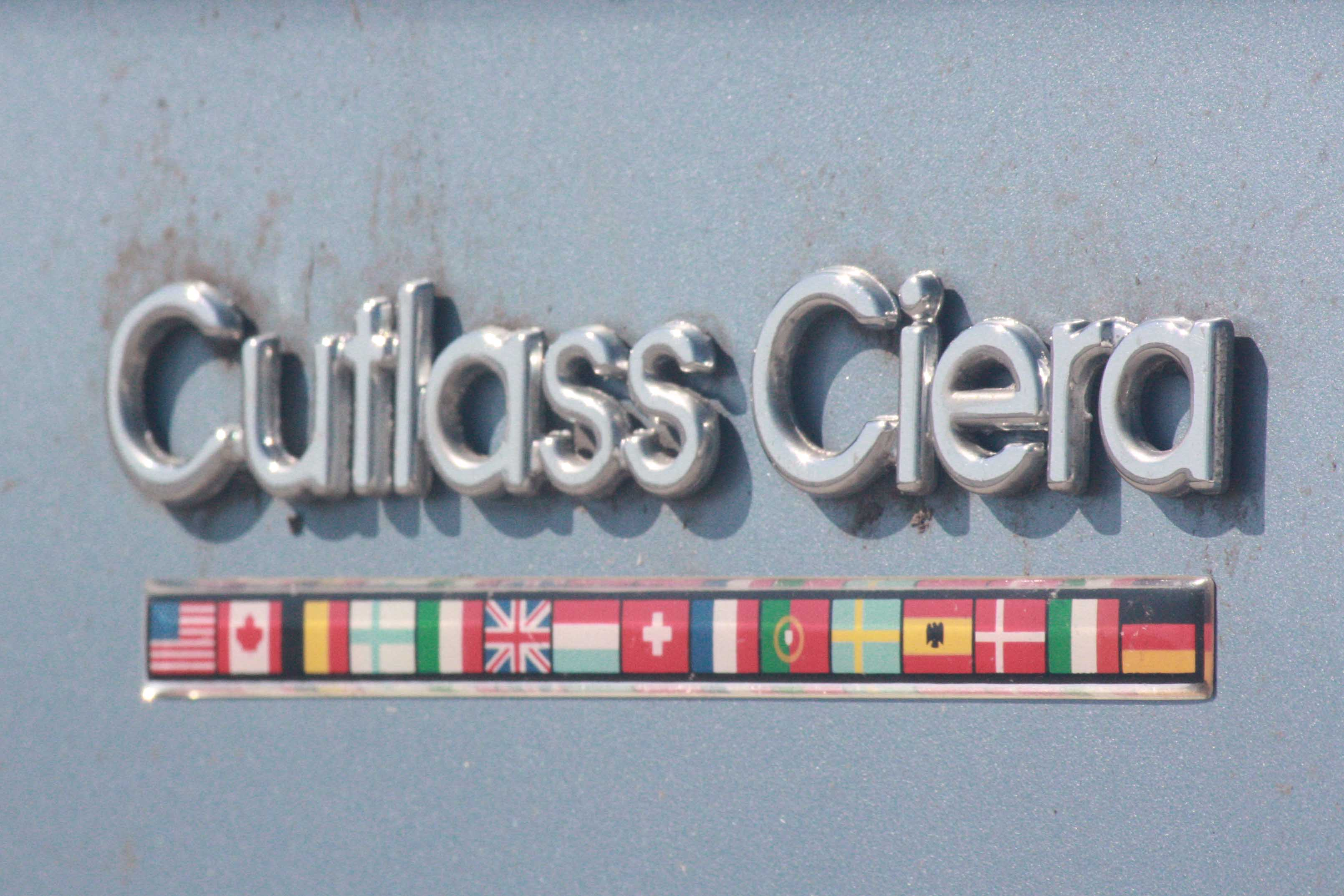
Emblema della Oldsmobile Cutlass Ciera
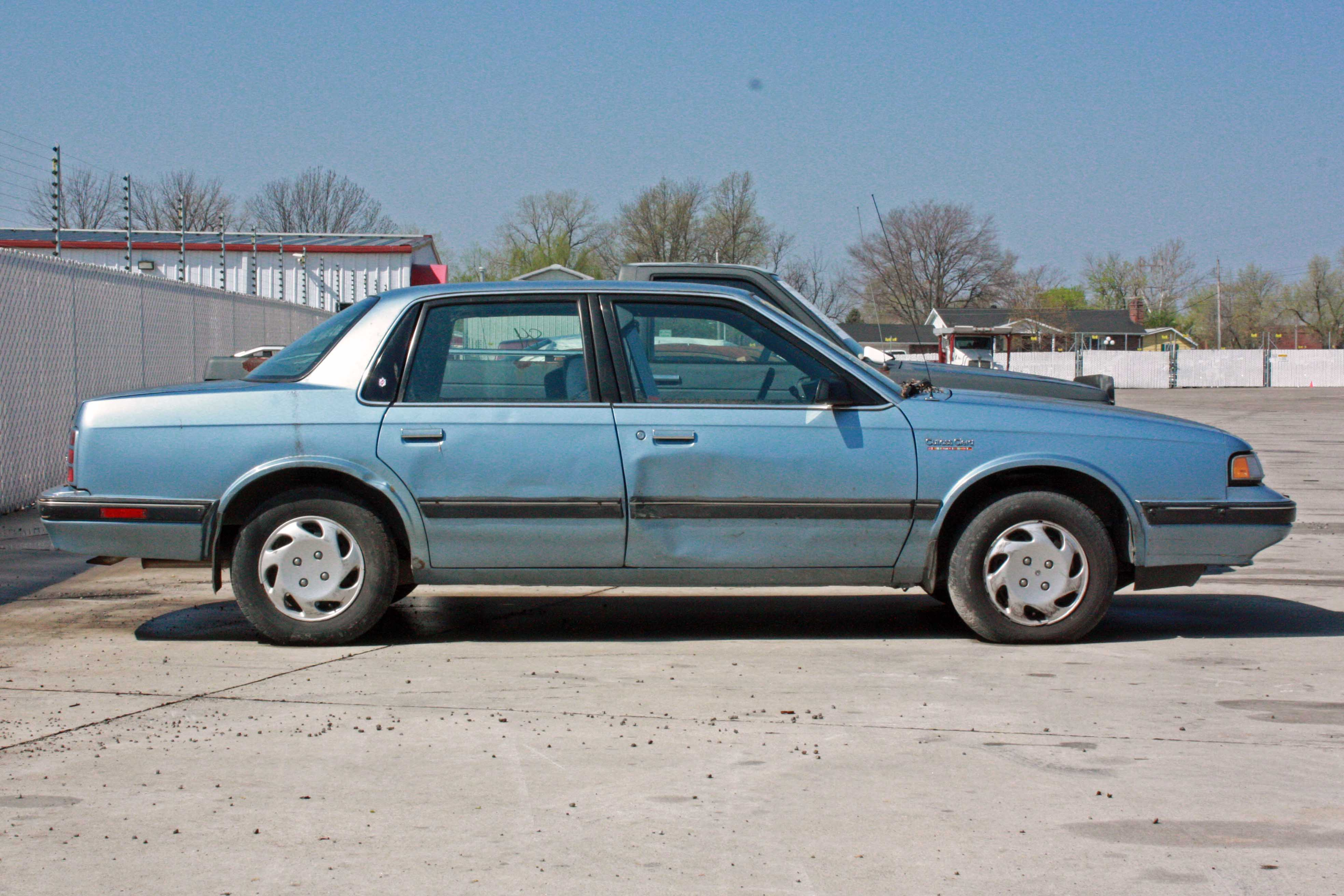
Vista laterale di una Oldsmobile Cutlass Ciera seconda serie